# Sélections olympiques américaines d'athlétisme 2024
Navigation
Championnats 2023 Championnats 2025
Les sélections olympiques américaines d'athlétisme de 2024 se déroulent du 21 au 30 juin 2024 à Eugene. Elles constituent également les championnats des États-Unis, séniors et juniors.

## Résultats

### Hommes
| Épreuves                       | Or                                | Argent                               | Bronze                            |
| ------------------------------ | --------------------------------- | ------------------------------------ | --------------------------------- |
| 100 m (vent : + 0,4 m/s)       | Noah Lyles 9 s 83                 | Kenneth Bednarek 9 s 87              | Fred Kerley 9 s 88                |
| 200 m (vent : + 0,5 m/s)       | Noah Lyles 19 s 53                | Kenneth Bednarek 19 s 57             | Erriyon Knighton 19 s 77          |
| 400 m                          | Quincy Hall 44 s 17               | Michael Norman 44 s 41               | Christopher Bailey 44 s 42        |
| 800 m                          | Bryce Hoppel 1 min 42 s 77        | Hobbs Kessler 1 min 43 s 64          | Brandon Miller 1 min 43 s 97      |
| 1 500 m                        | Cole Hocker 3 min 30 s 59         | Yared Nuguse 3 min 30 s 86           | Hobbs Kessler 3 min 31 s 53       |
| 5 000 m                        | Grant Fisher 13 min 8 s 85        | Abdihamid Nur 13 min 9 s 01          | Parker Wolfe 13 min 10 s 75       |
| 10 000 m                       | Grant Fisher 27 min 49 s 47       | Woody Kincaid 27 min 50 s 74         | Nico Young 27 min 52 s 40         |
| Marathon                       | Conner Mantz 2 h 9 min 5 s        | Clayton Young 2 h 9 min 6 s          | Leonard Korir 2 h 9 min 57 s      |
| 110 m haies (vent : + 2,0 m/s) | Grant Holloway 12 s 86            | Freddie Crittenden 12 s 93           | Daniel Roberts 12 s 96            |
| 400 mètres haies               | Rai Benjamin 46 s 46              | CJ Allen 47 s 81                     | Trevor Bassitt 47 s 82            |
| 3 000 m steeple                | Kenneth Rooks 8 min 21 s 92       | Matthew Wilkinson 8 min 23 s 00      | James Corrigan 8 min 26 s 78      |
| 20 km marche                   | Nick Christie 1 h 24 min 46 s     | Emmanuel Corvera 1 h 30 min 15 s     | Jordan Crawford 1 h 30 min 52 s   |
| Saut en hauteur                | Shelby McEwen 2,30 m              | Caleb Snowden 2,27 m                 | Tyus Wilson 2,24 m                |
| Saut à la perche               | Sam Kendricks 5,92 m              | Chris Nilsen Jacob Wooten 5,87 m     | Non décernée                      |
| Saut en longueur               | Jeremiah Davis 8,20 m (+ 1,9 m/s) | Malcolm Clemons 8,18 m (+ 1,6 m/s)   | Jarrion Lawson 8,18 m (+ 1,4 m/s) |
| Triple saut                    | Salif Mane 17,52 m (+ 0,0 m/s)    | Russell Robinson 17,01 m (+ 0,0 m/s) | Donald Scott 16,87 m (+ 0,0 m/s)  |
| Lancer du poids                | Ryan Crouser 22,84 m              | Joe Kovacs 22,43 m                   | Payton Otterdahl 22,26 m          |
| Lancer du disque               | Andrew Evans 66,61 m              | Sam Mattis 66,07 m                   | Joseph Brown 65,79 m              |
| Lancer du marteau              | Daniel Haugh 79,51 m              | Rudy Winkler 78,89 m                 | Justin Stafford 77,07 m           |
| Lancer du javelot              | Curtis Thompson 83,04 m           | Capers Williamson 79,57 m            | Donavon Banks 79,19 m             |
| Décathlon                      | Heath Baldwin 8 625 pts           | Zach Ziemek 8 516 pts                | Harrison Williams 8 384 pts       |

### Femmes
| Épreuves                            | Or                                     | Argent                           | Bronze                                |
| ----------------------------------- | -------------------------------------- | -------------------------------- | ------------------------------------- |
| 100 m (vent : + 0,8 m/s)            | Sha'Carri Richardson 10 s 71           | Melissa Jefferson 10 s 80        | Twanisha Terry 10 s 89                |
| 200 m (vent : + 0,6 m/s)            | Gabrielle Thomas 21 s 81               | Brittany Brown 21 s 90           | McKenzie Long 21 s 91                 |
| 400 m                               | Kendall Ellis 49 s 46                  | Aaliyah Butler 49 s 71           | Alexis Holmes 49 s 78                 |
| 800 m                               | Nia Akins 1 min 57 s 36                | Allie Wilson 1 min 58 s 32       | Juliette Whittaker 1 min 58 s 45      |
| 1 500 m                             | Nikki Hiltz 3 min 55 s 33              | Emily Mackay 3 min 55 s 90       | Elle St. Pierre 3 min 55 s 99         |
| 5 000 m                             | Elle St. Pierre 14 min 40 s 34         | Elise Cranny 14 min 40 s 36      | Karissa Schweizer 14 min 45 s 12      |
| 10 000 m                            | Weini Kelati 31 min 41 s 07            | Parker Valby 31 min 41 s 56      | Karissa Schweizer 31 min 41 s 56      |
| Marathon                            | Fiona O'Keeffe 2 h 22 min 10 s         | Emily Sisson 2 h 22 min 42 s     | Dakotah Lindwurm 2 h 25 min 31 s      |
| 100 mètres haies (vent : + 0,7 m/s) | Masai Russell 12 s 25                  | Alaysha Johnson 12 s 31          | Grace Stark 12 s 31                   |
| 400 mètres haies                    | Sydney McLaughlin-Levrone 50 s 65      | Anna Cockrell 52 s 64            | Jasmine Jones 52 s 77                 |
| 3 000 m steeple                     | Valerie Constien 9 min 3 s 22          | Courtney Wayment 9 min 6 s 50    | Marisa Howard 9 min 7 s 14            |
| 20 km marche                        | Robyn Stevens 1 h 37 min 38 s          | Miranda Melville 1 h 39 min 38 s | Michelle Rohl 1 h 42 min 25 s         |
| Saut en hauteur                     | Charity Hufnagel 1,94 m                | Rachel Glenn 1,94 m              | Vashti Cunningham Jenna Rogers 1,91 m |
| Saut à la perche                    | Bridget Williams 4,73 m                | Katie Moon 4,73 m                | Brynn King 4,73 m                     |
| Saut en longueur                    | Tara Davis-Woodhall 7,00 m (+ 2,6 m/s) | Jasmine Moore 6,98 m (+ 1,1 m/s) | Monae' Nichols 6,86 m (+ 0,6 m/s)     |
| Triple saut                         | Jasmine Moore 14,26 m (+ 1,4 m/s)      | Keturah Orji 14,22 m (+ 0,2 m/s) | Tori Franklin 13,72 m (+ 1,3 m/s)     |
| Lancer du poids                     | Chase Jackson 20,10 m                  | Raven Saunders 19,90 m           | Jaida Ross 19,60 m                    |
| Lancer du disque                    | Valarie Allman 70,73 m                 | Jayden Ulrich 62,63 m            | Veronica Fraley 62,54 m               |
| Lancer du marteau                   | Annette Echikunwoke 74,68 m            | DeAnna Price 74,52 m             | Erin Reese 71,21 m                    |
| Lancer du javelot                   | Maggie Malone-Hardin 64,58 m           | Kara Winger 62,94 m              | Madison Wiltrout 61,17 m              |
| Heptathlon                          | Anna Hall 6 614 pts                    | Chari Hawkins 6 456 pts          | Taliyah Brooks 6 408 pts              |